# يوروستار
اليوروستار (بالإنجليزية: Eurostar اي (نجمة أوروبا))‏ هي خدمة دولية للسكك الحديدية عالية السرعة في غرب أوروبا والتي تربط لندن وكنت في المملكة المتحدة، بباريس وليل في فرنسا وبروكسل في بلجيكا. توجد هناك أيضا خدمات محدودة ما بين لندن و باريس ديزني لاند الفرنسية ومناطق موسمية أخرى في فرنسا. تسافر جميع قطارات يوروستار عبر نفق المانش بين المملكة المتحدة وفرنسا، والتي تملكها غتلينك وتشغلها بشكل منفصل.
محطة لندن هي محطة قطار سانت بانكراس؛ نقاط الاتصال البريطانية الأخرى هما محطة إبسفليت الدولية ومحطة أشفورد الدولية في كنت. نقاط الاتصال الوسيطة في فرنسا هي كاليه-فريثون و ليل–أوروبا، حيث تنتهي القطارات المتجهة إلى باريس في محطة الشمال. تخدم القطارات المتجهة إلى بلجيكا وهولندا محطة ميدي/ زويد في بروكسل والمحطة المركزية في روتردام، قبل أن تنتهي في المحطة المركزية في أمستردام. بالإضافة إلى ذلك، توجد في فرنسا خدمات مباشرة من لندن إلى باريس ديزني لاند وخدمات موسمية مباشرة إلى جنوب فرنسا (ليون وأفينيون ومرسيليا) في الصيف وإلى جبال الألب الفرنسية في الشتاء.
خدمة اليوروستار تستخدم أحد عشر قطارًا من فئة 373/1 ذات 18 مقطورة وسبعة عشر قطارًا من فئة 374 مع 16 عربة. تعمل القطارات بسرعة تصل إلى 320 كيلومترًا في الساعة (200 ميل في الساعة) على خطوط عالية السرعة. افتتح خط إل جي في الشمال [الإنجليزية] عالي السرعة في فرنسا قبل بدء خدمات يوروستار في عام 1994، وأُضيفت خطوط أحدث تتيح رحلات أسرع في وقت لاحق: اتش اس ال 1 [الإنجليزية] في بلجيكا وهاي سبيد 1 [الإنجليزية] في جنوب شرق إنجلترا. تشترك الأجزاء الفرنسية والبلجيكية من الشبكة مع خدمات تاليس [الإنجليزية] على خط باريس - بروكسل وقطارات تي جي في.
تُشغل شركة يوروستار الدولية المحدودة (EIL)، والتي تعود ملكيتها إلى السكك الحديدية الوطنية الفرنسية (SNCF) بنسبة 55٪ وشركات الاستثمار بـ40٪ والشركة الوطنية للسكك الحديدية البلجيكية بـ5٪.

## التاريخ

### المفهوم والتخطيط

مقطع عرضي نموذجي لنفق القناة. تم إنشاء نفق خدمة بين أنفاق السكك الحديدية المزدوجة.

يمكن إرجاع تاريخ يوروستار إلى اختيار نفق للسكك الحديدية في عام 1986  م لتوفير وصلة عبر المانش بين بريطانيا وفرنسا. وكانت محاولة سابقة لبناء نفق بين البلدين قد بدأت في عام 1974  م، ولكن سرعان ما أجهضت. بدأ البناء من جديد في عام 1988  م. أسست مؤسسة يوروتينال (بالإنجليزية: Eurotunnel اي (النفق الأوروبي))‏ لإدارة وامتلاك النفق، والذي أنهيت أشغاله في عام 1993  م، وكان الافتتاح الرسمي في 6 مايو 1994.
فتح النفق، بالإضافة إلى قطارات النفق المكوكية التي تنقل السيارات والشاحنات بين فولكستون وكاليه، إمكانية النقل عبر خدمات قطارات الركاب والشحن بين أماكن أبعد. تعاقدت السكك الحديدية البريطانية والسكك الحديدية الوطنية الفرنسية مع يوروتينال لاستخدام نصف سعة النفق لهذا الغرض. في عام 1987  م، أنشأت بريطانيا وفرنسا وبلجيكا مجموعة مشاريع دولية لتعيين قطار لخدمة ركاب دولية عالية السرعة عبر النفق. كانت فرنسا تدير خدمات تي جي في عالية السرعة منذ عام 1981  م، وبدأت في إنشاء خط جديد عالي السرعة "LGV Nord" بين باريس ونفق المانش. اختيرت تقنية تي جي في الفرنسية أساسًا للقطارات الجديدة. قُدم طلب لشراء 30 قطارًا، في ديسمبر 1989، صُنعت القطارات في فرنسا ولكن مع بعض المكونات البريطانية والبلجيكية. في 20 يونيو 1993، سافر أول قطار اختبار يوروستار عبر النفق إلى المملكة المتحدة. وقد تغلبوا بسرعة على الصعوبات الفنية المختلفة في تشغيل القطارات الجديدة على المسارات البريطانية.

### إطلاق الخدمة

استخدم شعار يوروستار الأصلي من عام 1994 حتى عام 2011.

في 14 نوفمبر 1994، بدأت خدمات يوروستار في العمل من محطة واترلو الدولية في لندن، إلى محطة الشمال في باريس، ومحطة بروكسل الجنوبية للسكة الحديدية في بروكسل. بدأت خدمة القطار بتجارب اكتشافية محدودة ؛ بدأت الخدمة اليومية الكاملة اعتبارًا من 28 مايو 1995.
في عام 1995  م، كان يوروستار يحقق متوسط سرعة من طرف إلى طرف 171.5 كيلومتر في الساعة (106.6 ميل/س) من لندن إلى باريس. في 8 يناير 1996، أطلقت يوروستار خدماتها من محطة ثانية للسكة الحديدية في المملكة المتحدة عندما افتتحت محطة أشفورد الدولية.
في 23 سبتمبر 2003، بدأت خدمات الركاب بالعمل على أول قسم مكتمل من هاي سبيد 1 [الإنجليزية]. بعد حفل افتتاح ساحر رفيع المستوى وحملة إعلانية كبيرة، في 14 نوفمبر 2007، انتقلت خدمات يوروستار في لندن من واترلو إلى سانت بانكراس الدولية الموسعة والمجددة على نطاق واسع.

### الأرقام القياسية المحققة

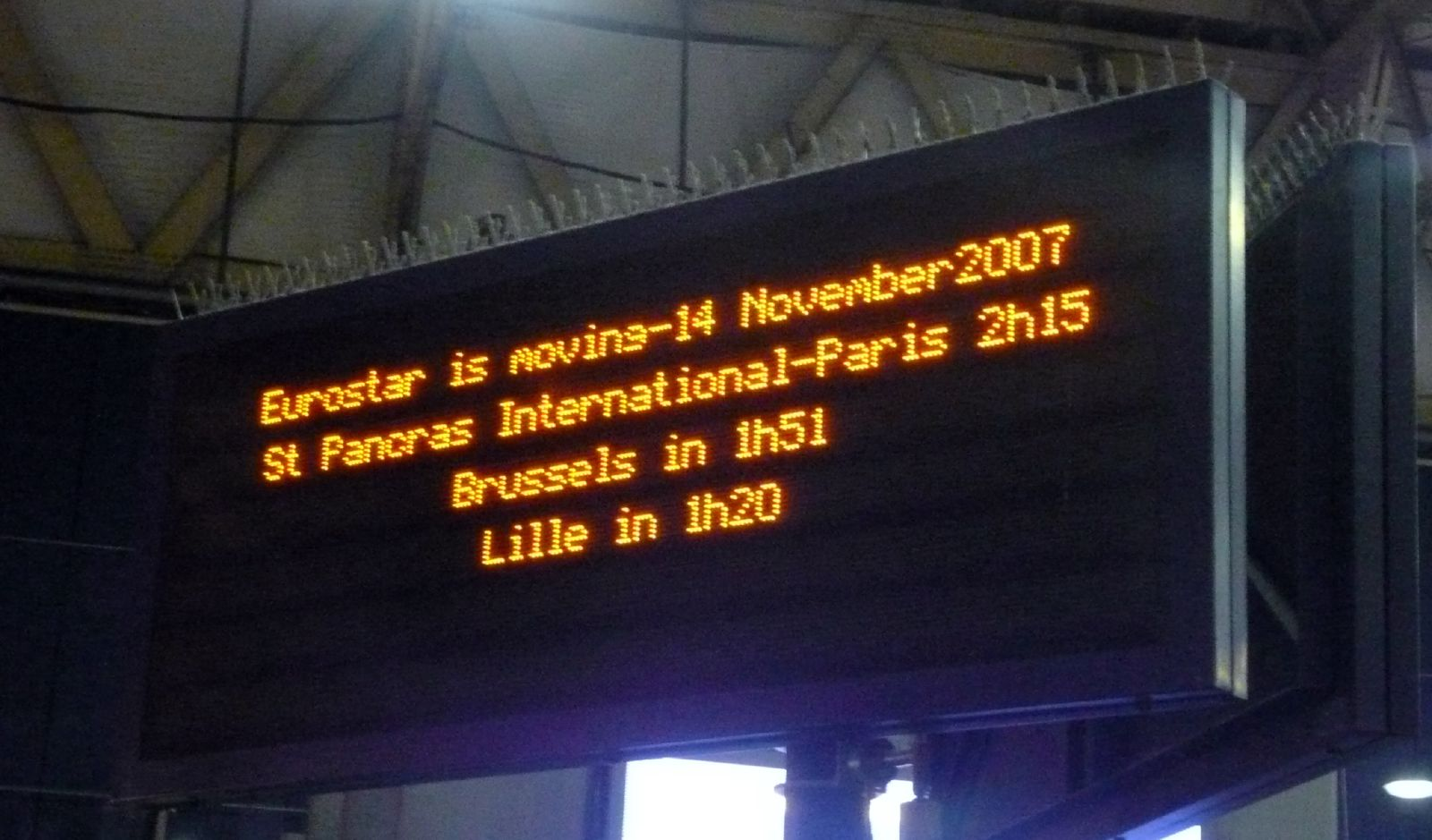
نقل اليوروستار من محطة قطار واترلو الدولية إلى محطة قطار سانت بانكراس في نوفمبر 2007.

يحمل نفق القناة الذي تستخدمه خدمات اليوروستار الرقم القياسي لامتلاكه أطول جزء تحت الماء من أي نفق في العالم، وهو ثاني أطول نفق للسكك الحديدية في العالم.
في 30 يوليو 2003، سجل قطار يوروستار رقمًا قياسيًا بريطانيًا جديدًا للسرعة التي بلغت 334.7 كيلومتر في الساعة (208.0 ميل/س) في القسم الأول من خط السكة الحديد «هاي سبيد1» (عالي السرعة 1) بين نفق القناة، وتقاطع فوكام في شمال كنت، قبل شهرين من بدء تشغيل الخدمات العامة الرسمية.
في 16 مايو 2006، سجل يوروستار رقمًا قياسيًا جديدًا لأطول رحلة عالية السرعة بدون توقف بمسافة 1,421 كيلومتر (883 ميل) من لندن إلى كان وقد استغرقت 7 ساعات و25 دقيقة.
في 4 سبتمبر 2007، غادر قطار مُحطم الرقم القياسي محطة باريس الشمالية في الساعة 10:44 (09:44 بتوقيت جرينتش) ووصل إلى لندن سانت بانكراس في 2 ساعات 3 دقيقة و39 ثانية وقد كان ينقل صحفيين وعمال السكك الحديدية. كانت هذه الرحلة القياسية أيضًا أول وصول لنقل الركاب إلى محطة سانت بانكراس الدولية الجديدة. في 20 سبتمبر 2007، حطم يوروستار رقمًا قياسيًا آخر عندما أكمل الرحلة من بروكسل إلى لندن في 1 الساعة 43 الدقائق.

### يوروستار و نايتستار الإقليميين

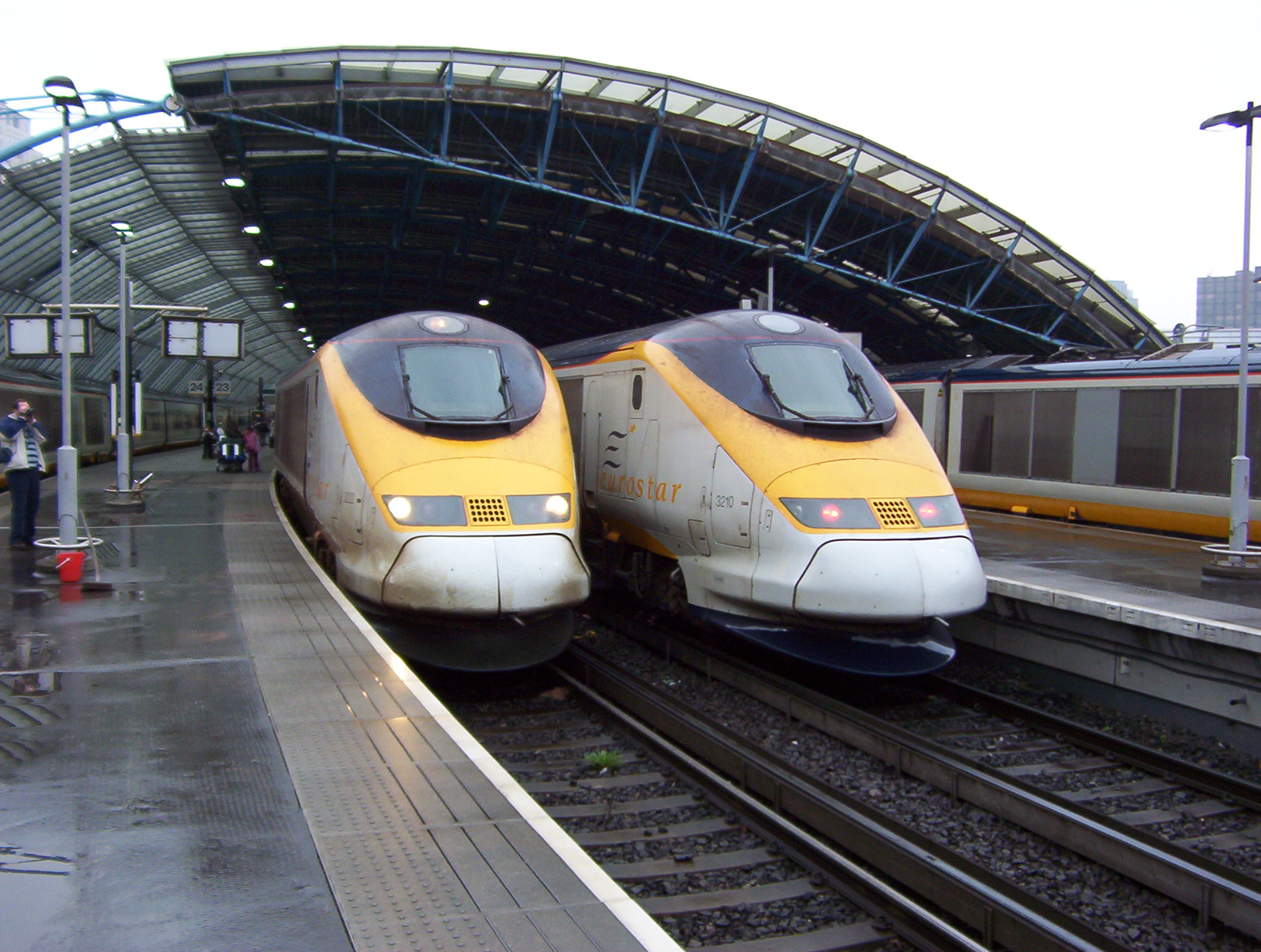
زوج من قطارات يوروستار في محطة واترلو الدولية السابقة

تضمنت المقترحات الأصلية ليوروستار خدمات مباشرة إلى باريس وبروكسل انطلاقًا من مدن شمال لندن: مانشستر عبر برمنغهام على الساحل الغربي الخط الرئيسي وعلى الساحل الشرقي الخط الرئيسي ليدز وجلاسكو عبر إدنبرة ونيوكاسل ويورك. صُنع سبعة قطارات يوروستار مؤلفة من 14 عربة من طراز «شمال لندن» (بالإنجليزية: Nord of London)‏ لخدمات يوروستار الإقليمية، ولكن هذه الخدمات لم تؤت أكلها أبدًا، لأنه خلال التسعينيات، كان وقت الرحلات المتوقع زهاء تسع ساعات من غلاسكو إلى باريس يقابله منافسة السفر الجوي منخفض التكلفة مما جعل الخطط غير قابلة للتطبيق تجاريًا مقارنة بشركات الطيران الأرخص والأسرع. بالإضافة للأسباب الأخرى لعدم تشغيل هذه الخدمات مطلقًا هي السياسات الحكومية وخصخصة شركة السكك الحديدية البريطانية. أُجرت ثلاث من وحدات يوروستار الإقليمية إلى شركة لتشغيل القطارات في المملكة المتحدة (GNER) لزيادة الخدمات المحلية من محطة كينغز كروس إلى يورك ثم ليدز لاحقًا. انتهى عقد الإيجار في ديسمبر 2005، ونُقلت معظم مجموعات «شمال لندن» منذ ذلك الحين إلى الشركة الوطنية للسكك الحديدية الفرنسية لخدمات تي جي في في شمال فرنسا.
كما خُطط لقطار ليلي دولي نايتستار؛ الذي كان من شأنه أن يسلك نفس الخطوط مثل يوروستار الإقليمي، بالإضافة إلى الخط الرئيسي الغربي العظيم (Great Western Main Line) إلى كارديف. وعُدّ أيضًا غير قابل للتطبيق تجاريًا، وأُهمل المخطط مع عدم تشغيل أي خدمات على الإطلاق. في عام 2000  م، بيعت الحافلات لشركة فيا رايل الكندية.

### محطة أشفورد الدولية

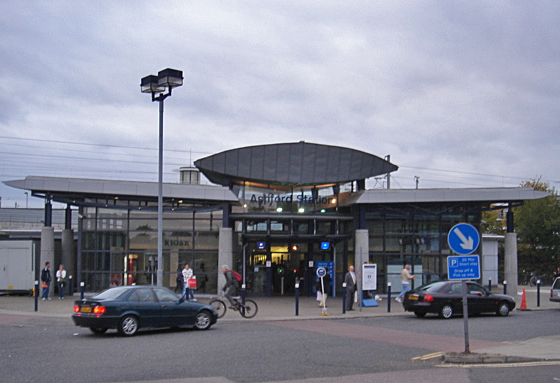
الدخول المحلي إلى آشفورد إنترناشونال، منذ عام 2007

كانت محطة أشفورد الدولية هي المحطة الأصلية لخدمات يوروستار في كنت. بمجرد افتتاح محطة إبسفليت الدولية، المصممة أيضًا لخدمة كينت، سُيّرت ثلاثة قطارات فقط يوميًا من آشفورد إلى محطة الشمال بباريس وواحد إلى باريس ديزني لاند لفترة زمنية طويلة. كانت هناك مخاوف من أن الخدمات في محطة أشفورد الدولية قد تُقلص أوتُسحب نهائيًا مثلما حدث لخطط يوروستار الإقليمية لجعل إبسفليت المركز الإقليمي الجديد بدلاً من ذلك. ومع ذلك، بعد فترة، أدى عدم خدمة قطارات بروكسل المحطة إلى استياء المجتمعات المحلية، أعادت يوروستار تقديم خدمة يومية واحدة من آشفورد إلى بروكسل في 23 فبراير 2009.

### التغييرات في هيكل الشركة
في 1 سبتمبر 2010، أُأسس يوروستار كيانًا مؤسسيًا واحدًا تحت اسم شركة يوروستار الدولية المحدودة (EIL)، لتحل محل العملية المشتركة بين EUKL والشركة الوطنية للسكك الحديدية الفرنسية والشركة الوطنية للسكك الحديدية البلجيكية. شركة يوروستار الدولية المحدودة مملوكة لشركة الوطنية للسكك الحديدية الفرنسية (55٪) وصندوق الودائع والتوفير في كيبيك [الإنجليزية] (CDPQ) (30٪) وهيرميس للبنى التحتية [الإنجليزية] (10٪) والشركة الوطنية للسكك الحديدية البلجيكية (5٪).
في يونيو 2014، نُقلت ملكية المملكة المتحدة في شركة يوروستار الدولية المحدودة من دائرة النقل إلى خزينة صاحبة الجلالة. في أكتوبر، أُعلن أن حكومة المملكة المتحدة تخطط لجمع 300 مليون جنيه إسترليني عن طريق بيع حصتها. في مارس 2015، أعلنت حكومة المملكة المتحدة أنها ستبيع حصتها البالغة 40 ٪ إلى كونسورتيوم أنجلو كندي مكون من صندوق الودائع والتوفير في كيبيك [الإنجليزية] وهيرميس للبنى التحتية [الإنجليزية]. اكتمل البيع في مايو 2015.

### سياسة الدراجات في القطارات
في عام 2015  م، هددت يوروستار بمطالبة راكبي الدراجات بتفكيك الدراجات قبل نقلها في القطارات. بعد انتقادات من بوريس جونسون ومجموعات ركوب الدراجات، ألغت يوروستار الخطط.

### الواي-فاي والترفيه على متن القطار
بحلول مارس 2016، قدمت غوميديا [الإنجليزية] وسائل الترفيه على متن القطار، وشمل ذلك اتاحة تقنية الاتصال واي-فاي وما يصل إلى 300 ساعة من الأفلام والتلفزيون المحفوظة على خوادم القطار، حيث يمكن الوصول إليها باستخدام أجهزة الركاب الخاصة مثل الهواتف المحمولة والأجهزة اللوحية وأجهزة الكمبيوتر المحمولة وما إلى ذلك. يتيح تطبيق التعقب للعملاء معرفة مكانهم.

### الاندماج مع تاليس
في 27 سبتمبر 2019، أعلن اثنين من كبار المساهمين في يوروستار، غويوم بيبي من الشركة الوطنية للسكك الحديدية الفرنسية، ورئيس صوفي دوتوردوا [الفرنسية]، أن يوروستار كانت تخطط للانضمام إلى شركتها الشقيقة، خدمة السكك الحديدية العابرة للحدود الفرنسية البلجيكية تاليس. يقضي الاتفاق بدمج عملياتهم تحت عنوان العمل «السرعة الخضراء» (بالإنجليزية: Green Speed)‏ وتوسيع الخدمات خارج خطوط لندن - باريس - بروكسل - أمستردام الأساسية، لإنشاء خط قطار فائق السرعة في أوروبا الغربية الكبرى تغطي المملكة المتحدة وفرنسا وبلجيكا وهولندا وألمانيا، لخدمة ما يصل إلى 30 مليون عميل بحلول عام 2030  م.
اعتبارًا من 2019، ساعدت تاليس يوروستار في ربطها بخط أمستردام – بروكسل، ولتوفير خدمة أمستردام إلى لندن، بدلاً من فحص جوازات السفر والجمارك في المحطة المركزية في أمستردام. استخدمت تاليس حاليا قطارين سابقين من فئة يوروستار كلاس 373 لتوفير خدمة ايزي [الإنجليزية] بين باريس وبروكسل.
في سبتمبر 2020، تأكد الاندماج بين تاليس ويوروستار الدولية، بعد عام من إعلان تاليس عزمها على الاندماج مع المزود عبر القنوات الخاضعة للحصول على موافقة المفوضية الأوروبية، لتشكيل «السرعة الخضراء» (بالإنجليزية: Green Speed)‏. تمتلك الشركة الوطنية للسكك الحديدية الفرنسية والبلجيكية بالفعل حصة مسيطرة في يوروستار.

### تأثير كوفيد-19
بحلول كانون الثاني (يناير) 2021، انخفض عدد الركاب في يوروستار إلى أقل من 1٪ من مستويات ما قبل الجائحة. أدت المشاكل المالية المشتركة ونقص عدد الركاب الناجم عن جائحة فيروس كورونا 2019–20 إلى طلب يوروستار للحصول على مساعدة حكومية من وزارة الخزانة البريطانية ووزارة النقل، على الرغم من أن بريطانيا باعت حصتها التي كانت تبلغ 40٪ من شركة يوروستار في عام 2015  م. تضمن نداء يوروستار منح الشركة حق الوصول إلى القروض التي يدعمها بنك إنجلترا وتخفيض مؤقت في رسوم الوصول إلى المسار لاستخدام خط السكك الحديدية عالي السرعة في المملكة المتحدة. على الرغم من كونها مملوكة في مجملها لشركة الوطنية للسكك الحديدية الفرنسية، كان يُعتقد أن يوروستار قد استنفدت بالفعل خيارات المساعدة الحكومية من باريس، ولكن كلاً من وزير النقل الفرنسي ووزارة النقل البريطانية أكدا أنهما يعملان على خطط أخرى صيانة الخدمة.

## الخطوط الرئيسية

### إل جي في الشمال

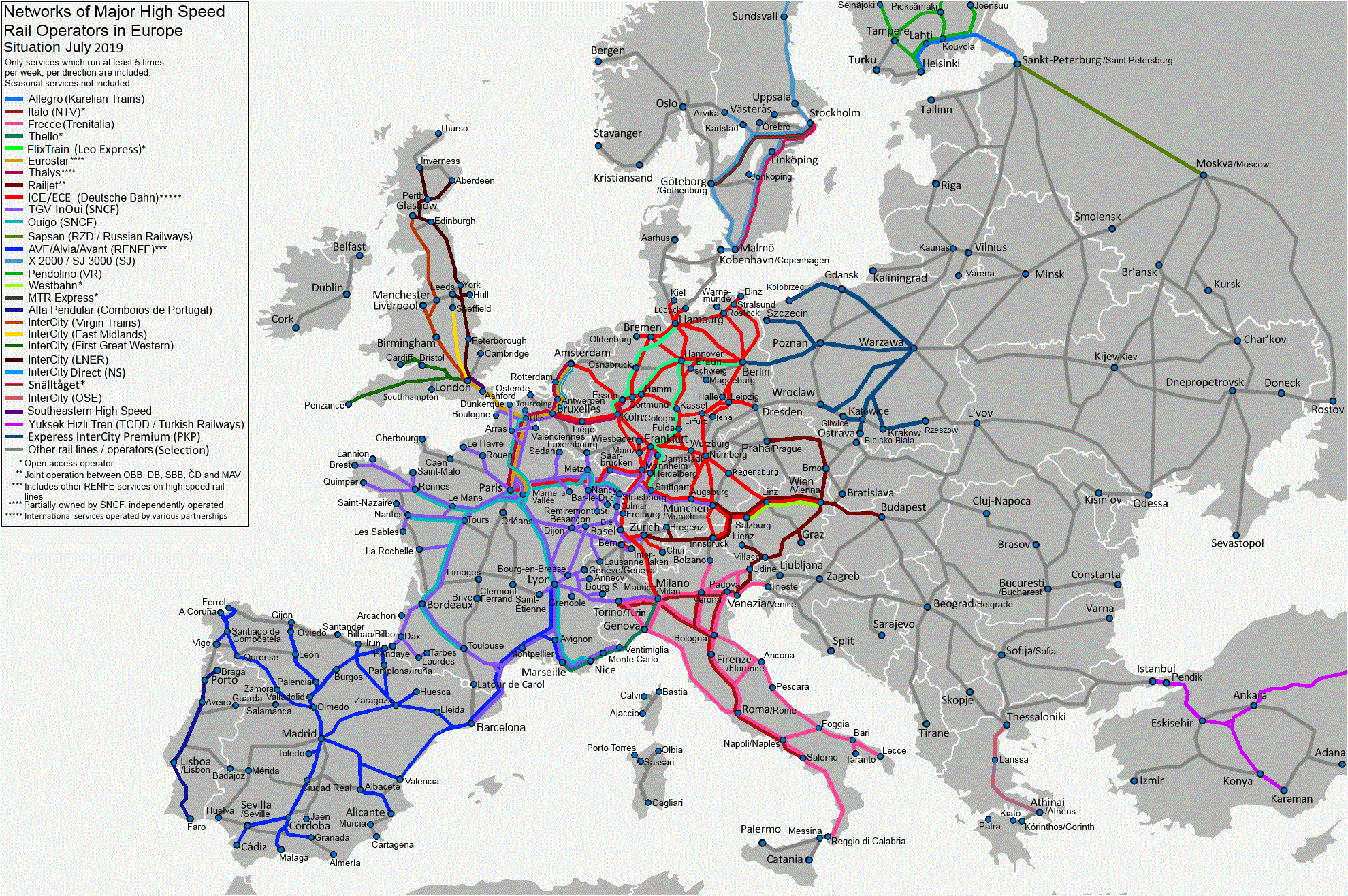
شبكات كبار مشغلي السكك الحديدية عالية السرعة في أوروبا. تظهر شبكة خطوط يوروستار باللون البني.

إل جي في الشمالي [الإنجليزية] هو خط قطار فائق السرعة فرنسي بطول 333 كيلومتر (207 ميل) يربط باريس بالحدود البلجيكية ونفق القناة عبر ليل. افتتح في عام 1993  م. في عام 1997  م، صار قطار إل جي في الشمالي جزءًا من كل رحلة يوروستار امتدادًا إلى بلجيكا ونحو باريس، بالإضافة إلى اللابط بنفق القناة، أُضيف خط بلجيكي عالي السرعة، اتش اس ال 1، إلى منتهى خط إل جي في الشمالي، على الحدود البلجيكية. من بين جميع الخطوط الفرنسية عالية السرعة، يحتوي إل جي في الشمالي على أكبر مجموعة متنوعة من عربات السكك الحديدية عالية السرعة وهي مشغولة للغاية ؛ يُطلق على الخط المقترح لتجاوز ليل، والذي من شأنه أن يقلل وقت رحلات يوروستار إلى باريس، «إل جي في بيركادي».

### نفق القنال
نفق القنال هو الجزء الأكثر أهمية في الخط لأنه يعد خط السكك الحديدية الوحيد بين بريطانيا العظمى والبر الرئيسي الأوروبي. وهو مرتبط بـ"إلى إل جي في" الشمالي في فرنسا مع "هاي سبيد 1″ في بريطانيا. بدأ حفر الأنفاق في عام 1988  م، وبلغ طول 50.5 كيلومتر (31.4 ميل) وافتتح كل من الملكة إليزابيث الثانية والرئيس الفرنسي فرانسوا ميتران النفق رسميًا في حفل أقيم في كاليه في 6 مايو 1994. يملك النفق شركة Getlink، والتي تفرض رسومًا كبيرة على يوروستار مقابل استخدامه. في عام 1996  م، صنفت الجمعية الأمريكية للمهندسين المدنيين النفق واحدًا من عجائب الدنيا السبع في العالم الحديث. تبلغ سرعة القطارات على طول المسار الحالي لخط يوروستار 300 كيلومتر في الساعة (186 ميل/س) باستثناء داخل نفق القناة، حيث تقل السرعة عن 160 كيلومتر في الساعة (99 ميل/س) لأسباب تتعلق بالسلامة. منذ إطلاق خدمات يوروستار، حدثت اضطرابات وإلغاءات خطيرة بسبب الحرائق التي اندلعت داخل نفق القناة، كما حدث في عام 1996  م، 2006 (ثانوي)، 2008 و2015.

### اتش اس ال 1

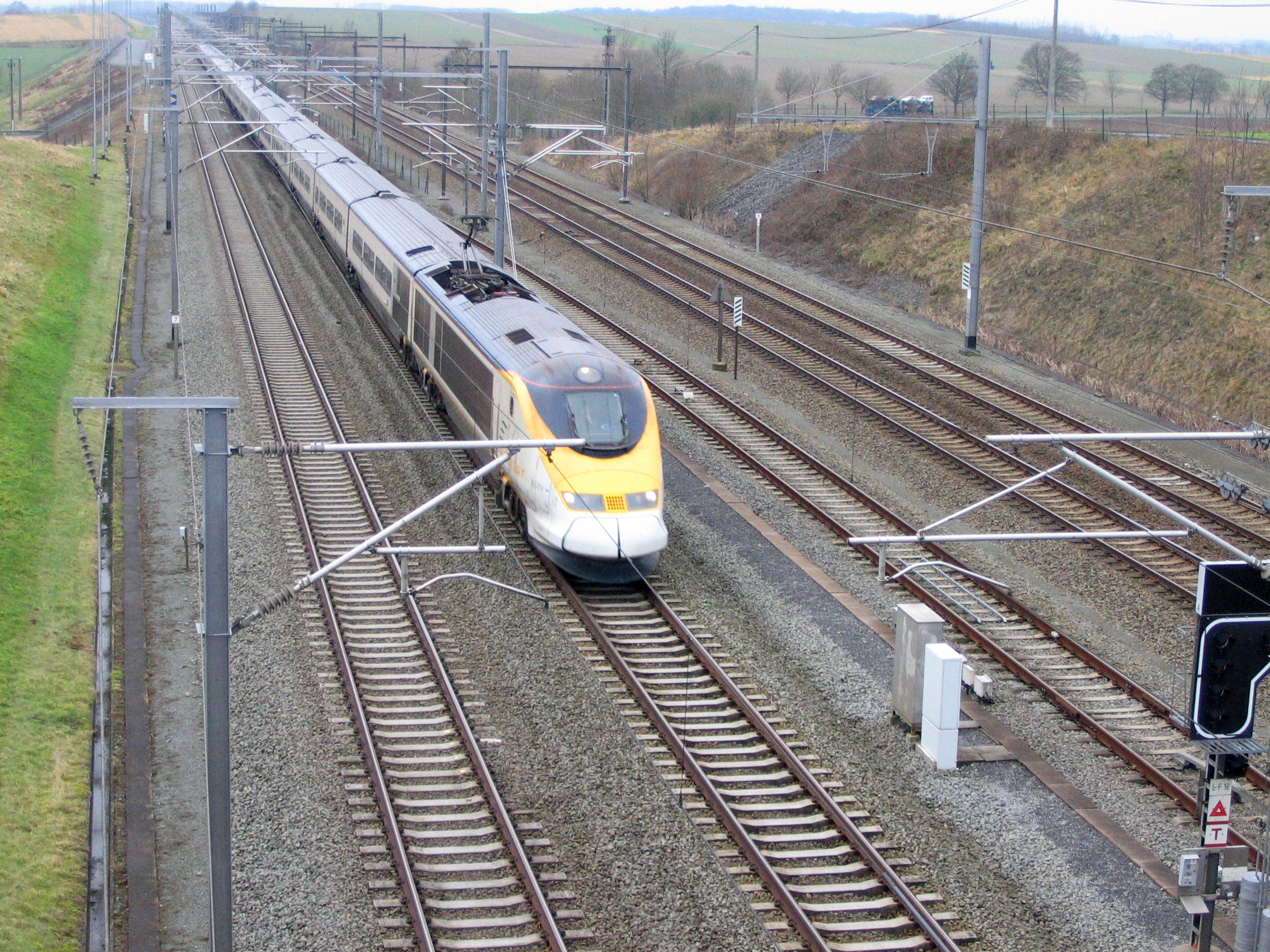
يوروستار على اتش اس ال 1

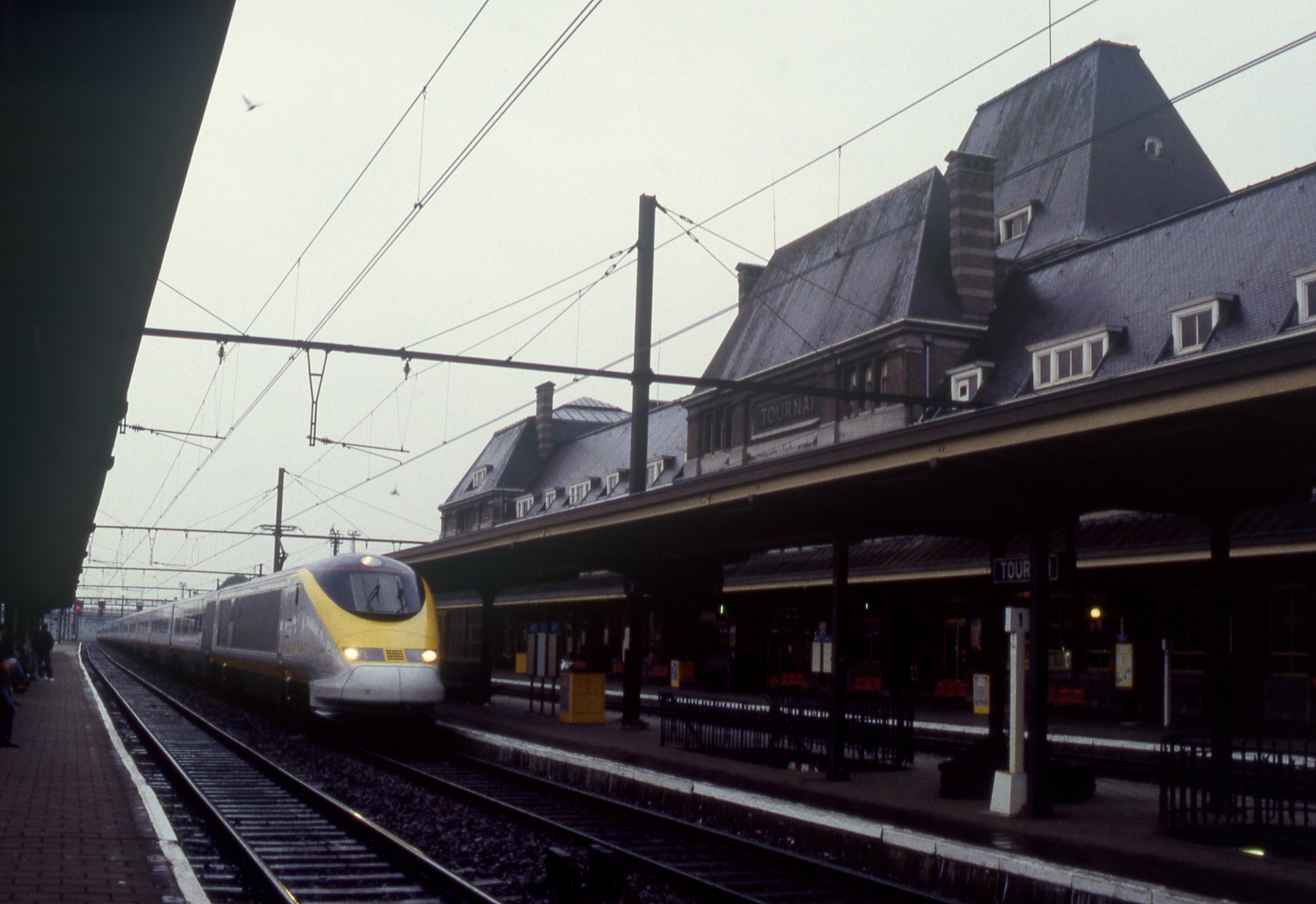
يوروستار يعبر تورناي على الخط الكلاسيكي البلجيكي

كانت قطارات يوروستار تستخدم خط السكك الحديدية البلجيكي رقم 94 [الإنجليزية] حتى افتتاح المرحلة الأولى من الخط البلجيكي عالي السرعة في 2 يونيو 1996،، لا تزال مسارات يوروستار تستخدم الخط تحويلةً إذا كانت هناك أشغال هندسية تجري على اتش اس ال 1، وذلك حسب موقع الأشغال. لا يزال الخط 06:13 من لندن سانت بانكراس إلى بروكسل يستخدم الخط كتحويل لتجاوز اضطرابات وقت الذروة على اتش اس ال 1 بسبب خدمات تي جي في الإضافية من بروكسل للركاب. بعد 2 يونيو 1996، وُجهت بعض قطارات اليوروستار إلى بروكسل عبر المرحلة الأولى من الخط البلجيكي عالي السرعة وخط السكك الحديدية البلجيكي رقم 78 عبر مونس. على الرغم من أن هذا الخط لا يزال بمثابة تحويل إذا كان اتش اس ال 1 تحت الصيانة والأشغال الهندسية، إلا أنه يعتمد أيضًا على مكان إجراء الصيانة. تحسن وقت الرحلات بين لندن وبروكسل عندما افتتح الخط البلجيكي عالي السرعة اتش اس ال 1 [الإنجليزية] في 14 ديسمبر 1997 على مسافة بلغت 88 كيلومتر (55 ميل). يرتبط الخط بخط إل جي في الشمالي على الحدود مع فرنسا، مما يسمح لقطارات اليوروستار المتوجهة إلى بروكسل بالانتقال بين الاثنين دون الحاجة إلى تقليل السرعة. حُقق تحسين إضافي لمدة أربع دقائق لقطارات لندن - بروكسل في ديسمبر 2006، مع افتتاح جسر جنوب بروكسل بطول 435 متر (1,427 قدم). يربط الجسر بين المنصات الدولية لمحطة بروكسل الجنوبية مع الخط عالي السرعة، ويفصل الجسر يوروستار (و تاليس) عن الخدمات المحلية.

### هاي سبيد 1

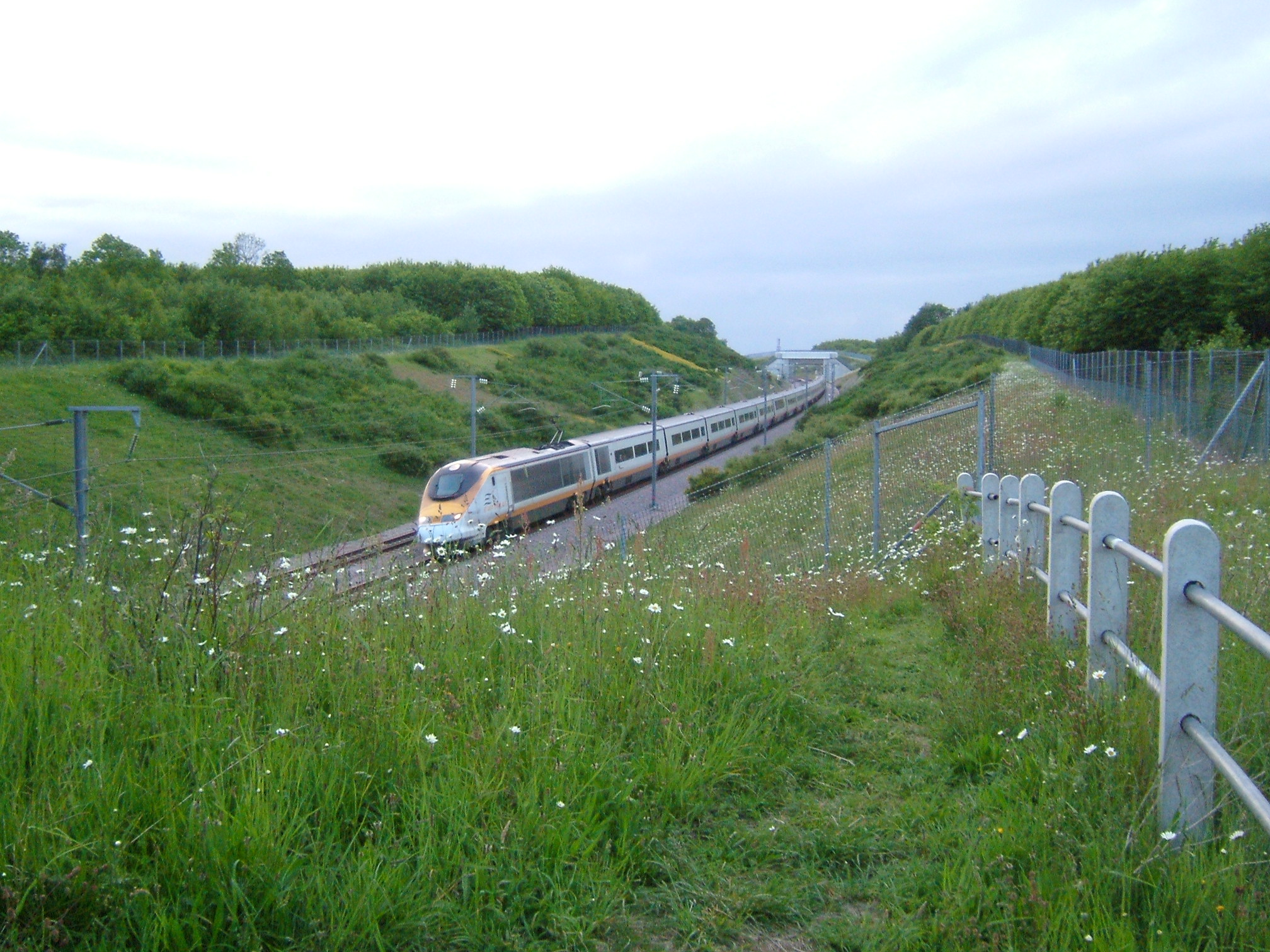
قطار يوروستار يمر على Strood عند الاقتراب من جسر Medway

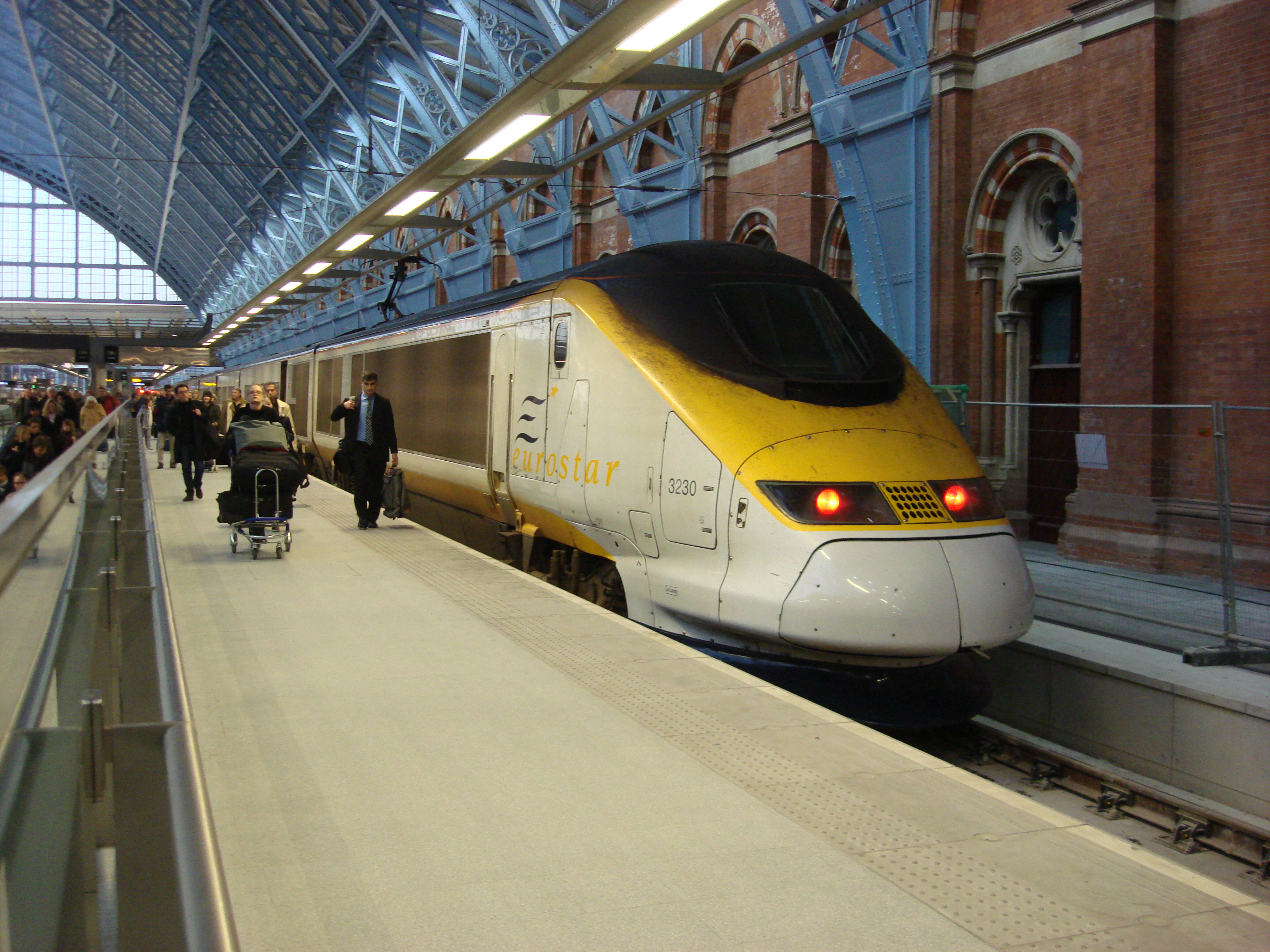
إحدى قطارات يروستار في محطة سانت بنكراس الدولية.

هاي سبيد 1 [الإنجليزية]، المعروف سابقًا باسم رابط السكك الحديدية لنفق القناة (CTRL)، هو خط سكة الحديدية فائق السرعة يمتد من لندن عبر كنت إلى الطرف البريطاني من نفق القناة. بُني على مرحلتين. افتتح القسم الأول بين النفق وتقاطع فوكام في شمال كنت في سبتمبر 2003، مما قلص وقت الرحلات بين لندن وباريس بمقدار 21 دقيقة إلى ساعتين و35 دقيقة، ولندن – بروكسل بساعتين و20 دقيقة. في 14 نوفمبر 2007، بدأت الخدمات التجارية على كامل خط هاي سبيد 1 الجديد. أصبحت محطة سانت بانكراس الدولية إعادة بنائه الجديدة لندن محطة لجميع قطارات يوروستار. أدى الانتهاء من هاي سبيد 1 إلى رفع الجزء البريطاني من طريق يوروستار إلى نفس معايير الخطوط عالية السرعة الفرنسية والبلجيكية. تم تقليل أوقات الرحلات بدون توقف بمقدار 20 مرة أخرى دقيقة إلى 2 ساعات 15 دقيقة من لندن - باريس و1 الساعة 51 دقائق من لندن - بروكسل. اعتبارًا من خريف عام 2020  م، يُعد هاي سبيد 1 أول سكة حديدية تعمل بالطاقة المتجددة في المملكة المتحدة.

## الأسطول

### تفاصيل الأسطول
| الفئة                 | الصورة | الصنف                | السرعة القصوى | السرعة القصوى | عربات القطار                         | رقم | رقم الوحدة                                                            | الخطوط العاملة                                                                                    | البناء    |
| الفئة                 | الصورة | الصنف                | ميل/الساعة    | كم/الساعة     | عربات القطار                         | رقم | رقم الوحدة                                                            | الخطوط العاملة                                                                                    | البناء    |
| --------------------- | ------ | -------------------- | ------------- | ------------- | ------------------------------------ | --- | --------------------------------------------------------------------- | ------------------------------------------------------------------------------------------------- | --------- |
| فئة 373 يوروستار e300 |        | قاطرة استغرقت القطار | 186           | 300           | قاطرتان من فئة 373 مع 18 عربة بينهما | 12  | 373001–373022 373101–373108 373201–373202 373205–373224 373229–373232 | لندن - باريس لندن–بروكسل لندن–مارن لا فاليه–شيسي لندن–بورج سانت موريس لندن– مرسيليا - سانت تشارلز | 1992-1996 |
| فئة 373 يوروستار e300 |        |                      |               |               |                                      |     |                                                                       |                                                                                                   |           |
| فئة 373 يوروستار e300 |        |                      |               |               |                                      |     |                                                                       |                                                                                                   |           |
| فئة 374يوروستار e320  |        | قطار EMU             | 200           | 320           | 16                                   | 17  | 374001–374034                                                         | لندن - باريس لندن - بروكسل لندن- المحطة المركزية في أمستردام                                      | 2011-2018 |
| فئة 374يوروستار e320  |        |                      |               |               |                                      |     |                                                                       |                                                                                                   |           |

بالإضافة إلى وحدات أسطولها المتعددة، تدير يوروستار ناقل ديزل واحد من الفئة 08.

### الأسطول الحالي

#### فئة 373

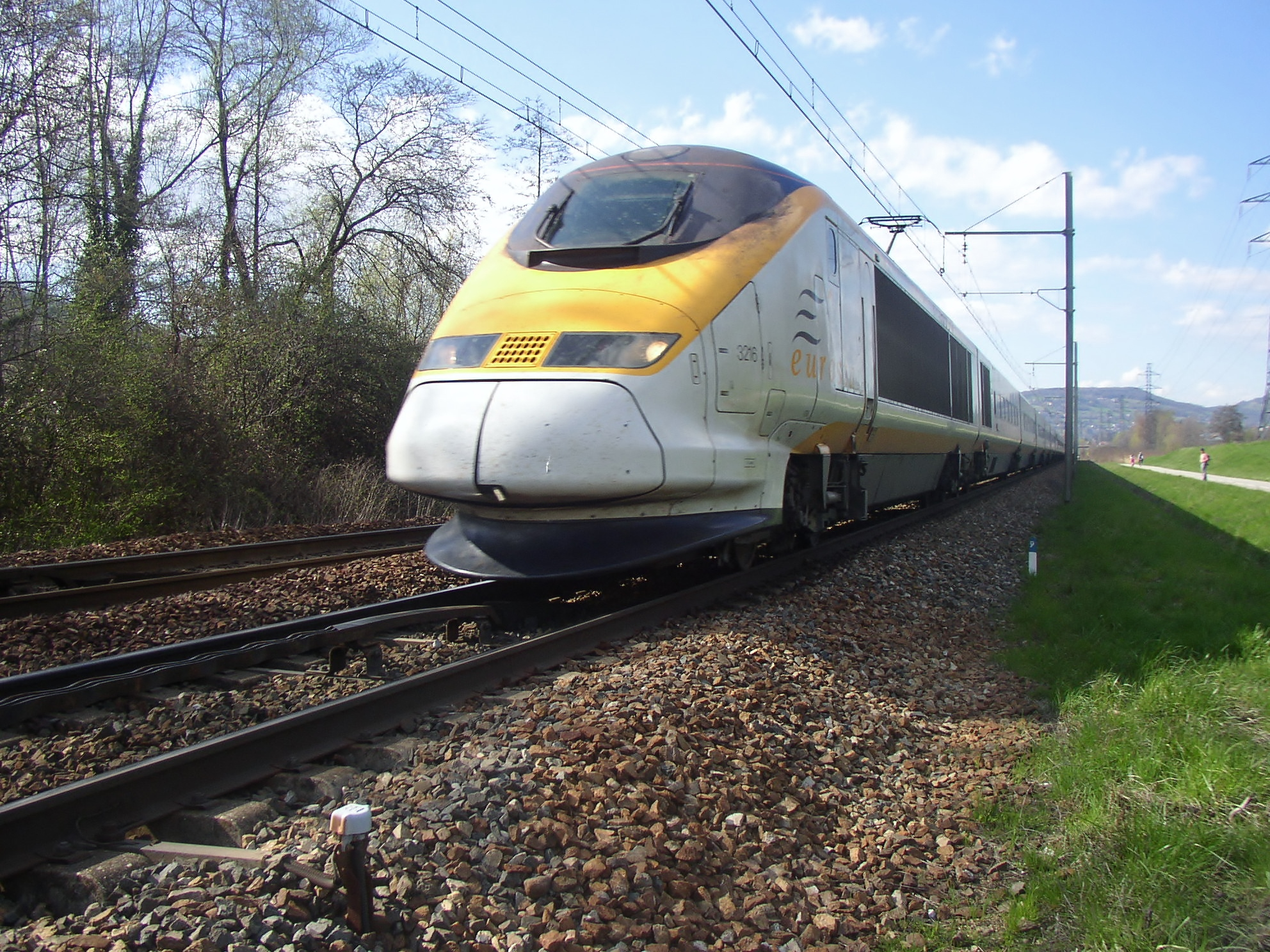
يوروستار في سافوا، في جبال الألب الفرنسية

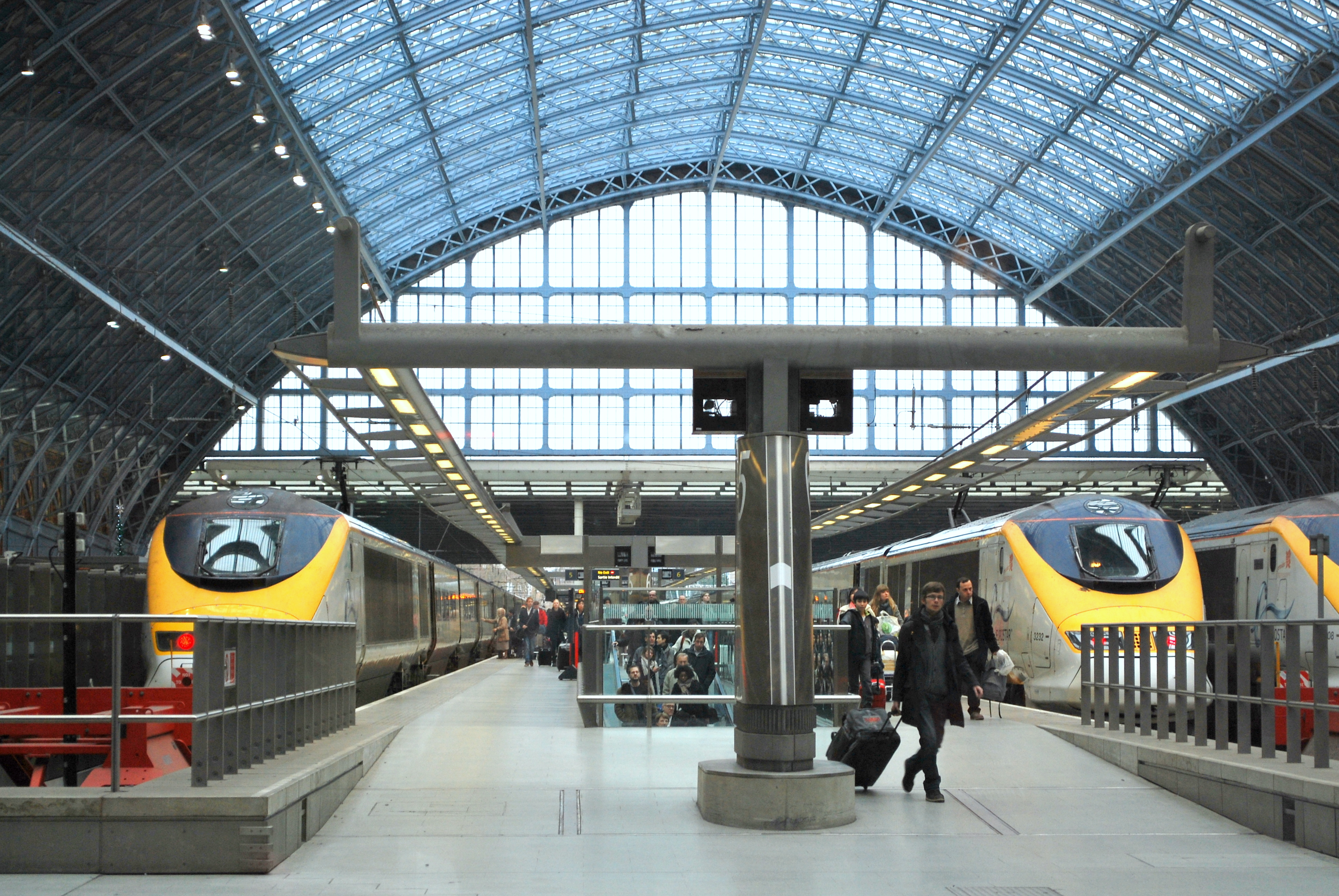
ثلاثة قطارات يوروستار تنتظر في محطة سانت بانكراس

بُني أسطول يوروستار بين عامي 1992 و1996، ويتكون من 38 قطارًا من قطارات EMU، مصنفة من الفئة 373 في المملكة المتحدة وتي جي في TMST في فرنسا. صُنفت الوحدات أيضًا باسم يوروستار e300 من قبل يوروستار منذ عام 2015  م. هناك نوعان مختلفان:
- 31 مجموعة "Inter-Capital" تتكون من قاطرتين كهربائيتين وثمانية عشر عربة ركاب. هذه القطارات بطول 394 متر (1,293 قدم) ويمكن أن تحمل 750 راكبًا: 206 في الدرجة الأولى، 544 في الدرجة القياسية.[78]
- 7 مجموعات أقصر من «شمال لندن» تحتوي على قاطرتين كهربائيتين وأربعة عشر عربة ركاب بطول 320 متر (1,050 قدم). تبلغ سعة هذه المجموعات 558 مقعدًا: 114 في الدرجة الأولى و444 في الدرجة القياسية والتي صُممت لتشغيل خدمات يوروستار الإقليمية المجهضة.

القطارات عبارة عن مجموعات تي جي في معدلة بشكل أساسي، ويمكن أن تعمل بسرعة تصل إلى 300 كيلومتر في الساعة (186 ميل/س) على خطوط عالية السرعة، و160 كيلومتر في الساعة (99 ميل/س) في نفق القناة. من الممكن تجاوز 300 الحد الأقصى للسرعة كم / ساعة، ولكن فقط بإذن خاص من سلطات السلامة في البلد المعني. تحدد حدود السرعة في نفق القناة من خلال مقاومة الهواء وتبديد الطاقة (الحرارة) والحاجة إلى استخدامها مع القطارات الأخرى الأبطأ. صُممت القطارات مع مراعاة سلامة نفق القناة، وتتكون من «نصف مجموعات» مستقلة لكل منها قاطرة كهربائية خاصة بها. في حالة نشوب حريق خطير على متن القطار أثناء السفر عبر النفق، يُنقل الركاب إلى النصف غير التالف من القطار، والذي سيُفصل بعد ذلك ويُخرج من النفق إلى بر الأمان. إذا كان الجزء غير التالف هو النصف الخلفي من القطار، فسيساق بواسطة Chef du Train (رئيس القطار)، وهو سائق مرخص بالكامل ويحتل كابينة القيادة الخلفية أثناء انتقال القطار عبر النفق لهذا الغرض.
نظرًا لأن 27 من 31 مجموعة Inter-Capital كافية لتشغيل الخدمة، تستخدم الشركة الوطنية للسكك الحديدية الفرنسية أربعة حاليًا لخدمات تي جي في المحلية ؛ يعمل أحد هؤلاء بانتظام على خدمة خط باريس-ليل. أُزيلت شعارات يوروستار من هذه المجموعات، لكن الألوان الأساسية للأبيض والأسود والأصفر لا تزال قائمة. من المقرر أن يستمر عقد تأجير الشركة الوطنية للسكك الحديدية الفرنسية للمجموعات حتى عام 2011  م [بحاجة لتحديث]، مع خيار لمدة عامين آخرين.
لكل قطار رقم فريد مكون من أربعة أرقام يبدأ بـ "3" (3xxx). هذا يحدد القطار باعتباره علامة 3 تي جي في وعلامة 1 هو الشركة الوطنية للسكك الحديدية الفرنسية تي جي في الجنوب الشرقي ؛ علامة 2 هو الشركة الوطنية للسكك الحديدية الفرنسية تي جي في الأطلنطي. يشير الرقم الثاني إلى بلد الملكية:
- 3 0 xx المملكة المتحدة
- 3 1 xx بلجيكا
- 3 2 xx فرنسا
- 3 3 xx يوروستار الإقليمي

##### تحديثات الأسطول

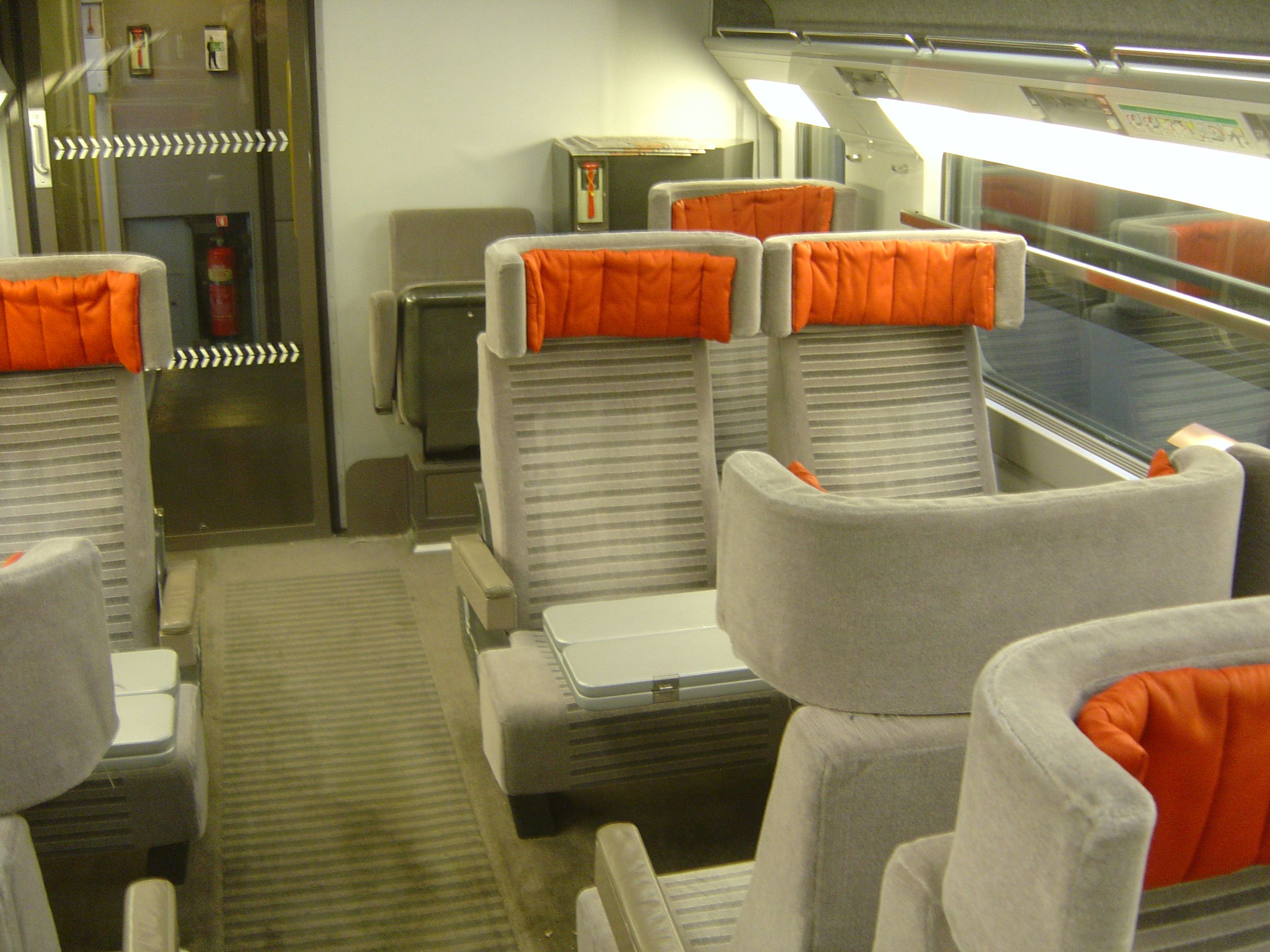
التصميم الداخلي لعربة يوروستار الترفيهية

في 2004-2005، تم تجديد مجموعات "Inter-Capital" التي لا تزال قيد الاستخدام اليومي للخدمات الدولية بتصميم داخلي جديد صممه فيليب ستارك. استبدل التصميم الأصلي باللون الرمادي والأصفر في الدرجة القياسية والرمادي والأحمر في الدرجة الأولى / Premium First بمظهر رمادي-بني في القياسي ورمادي محترق برتقالي في الدرجة الأولى.
في عام 2008  م، أعلنت يوروستار أنها ستجري تجديد لقطاراتها منتصف العمر من الفئة 373 للسماح للأسطول بالبقاء في الخدمة بعد عام 2020  م. وسيشمل ذلك 28 وحدة تشكل أسطول يوروستار، ولكن ليس الوحدات الثلاث من الفئة 373/1 المستخدمة من قبل شركة الشركة الوطنية للسكك الحديدية الفرنسية أو المجموعات السبع من الفئة 373/2 «شمال لندن». كجزء من التجديد، تم التعاقد مع شركة بينينفارينا الإيطالية لإعادة تصميم الديكورات الداخلية، وتم اختيار The Yard Creative لتصميم مركبات البوفيه الجديدة. في 11 مايو 2009، كشفت يوروستار عن المظهر الجديد لمقصورات الدرجة الأولى. كان من المقرر تشغيل أول قطار تم تجديده في عام 2012  م، وتخطط يوروستار لإكمال العملية بالكامل بحلول عام 2014  م.
في 13 نوفمبر 2014، أعلنت يوروستار أن أول قطارات جُددت لن تدخل الأسطول مرة أخرى حتى الربع الثالث أو الرابع من عام 2015  م بسبب التأخير في مركز الإنجاز.
أُعيد إدخال خدمة e300 التي تم تجديدها مؤخرًا في أبريل 2019.

#### فئة 374
بالإضافة إلى تحديث منتصف العمر المعلن لأسطول الفئة 373 الحالي، ورد أن يوروستار في عام 2009  م قد قدمت عروض التأهيل المسبق لثمانية قطارات جديدة ستشترى لاحقًا. يجب أن تستوفي أي قطارات جديدة نفس قواعد السلامة التي تحكم المرور عبر نفق القناة مثل أسطول الفئة 373 الحالي. تعد الفئة 374 بديلًا لقطارات الفئة 373 تجسيدًا لقرار مشترك بين وزارة النقل الفرنسية و وزارة النقل للمملكة المتحدة. ستجهز القطارات الجديدة لاستخدام نظام الإشارات الجديد في الكابينة ERTMS، المقرر تركيبه على هاي سبيد 1 حوالي عام 2040  م.

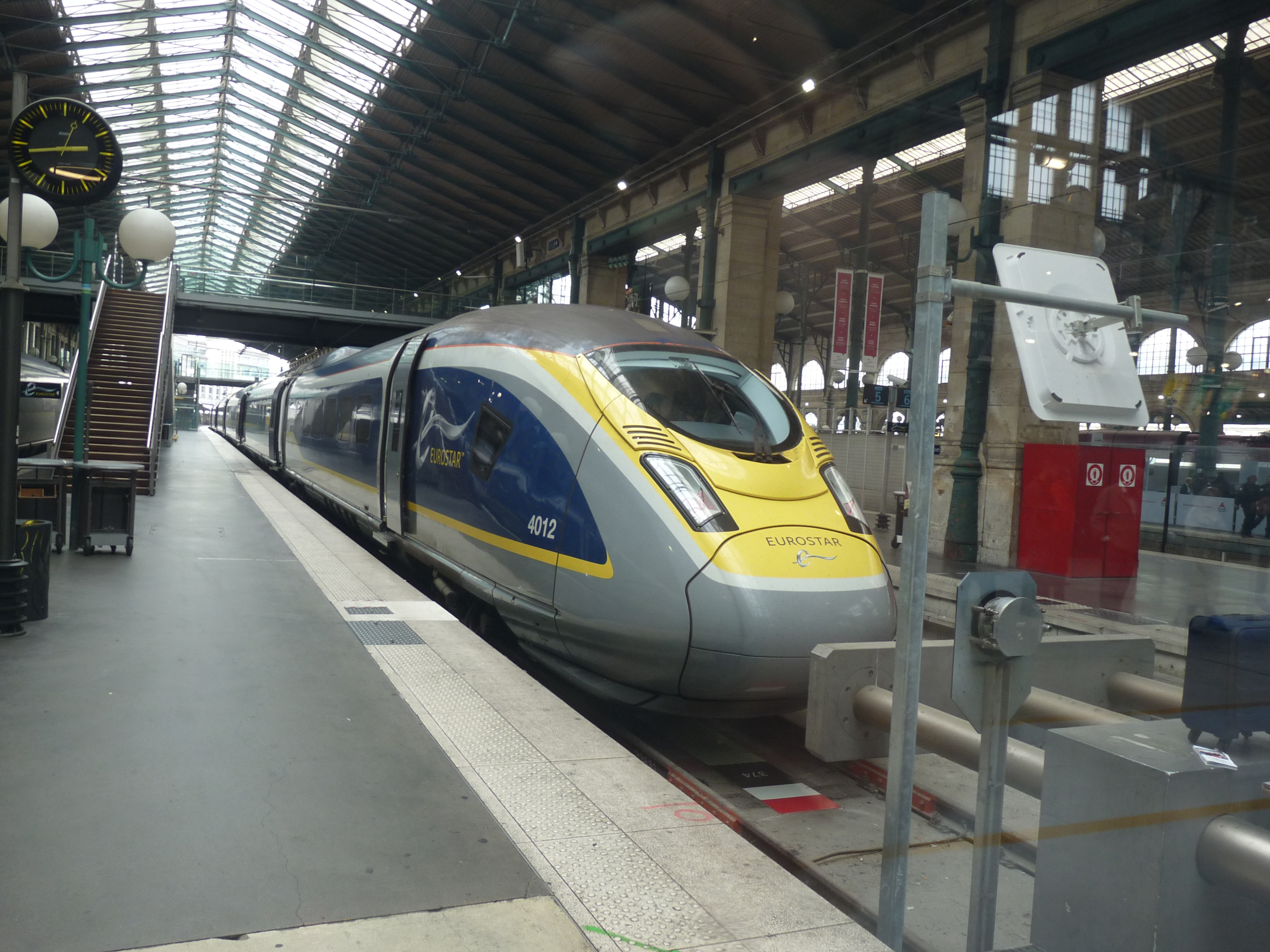
صنف 374 في جار دو نورد في باريس.

في 7 أكتوبر 2010، اختارت يوروستار شركة سيمنز فيلارو كأفضل عطاء مقدم لتزويدها بـ10 قطارات سيمنز Velaro e320 بتكلفة 600 مليون يورو (واستثمار إجمالي يزيد عن 700 مليون جنيه استرليني مع تجديد يشمل الأسطول) لتشغيل شبكة خطوط موسعة، ويشمل ذلك الخطوط من لندن إلى كولونيا وأمستردام. تتكون هذه القطارات من ستة عشر قاطرة تجر مجموعات قطارات بطول 400 متر (1,312 قدم) ومصممة لتلبية لوائح نفق القناة الحالية. ستكون السرعة القصوى 320 كيلومتر في الساعة (199 ميل/س) وسيضمون 894-950 مقعدًا، على عكس الأسطول الحالي الذي بنته شركة ألستوم الفرنسية، والذي تبلغ سرعته القصوى 300 كيلومتر في الساعة (186 ميل/س) وسعة جلوس 750. حُددت قوة الجر الإجمالية عند 16 ميجاوات.
سيشهد ترشيح شركة سيمنز دخولها إلى السوق الفرنسية عالية السرعة لأول مرة، حيث يستخدم جميع مشغلي السرعة العالية الفرعيين الفرنسيين مشتقات تي جي في التي تنتجها ألستوم. حاولت ألستوم اتخاذ إجراء قانوني لمنع يوروستار من الحصول على قطارات ألمانية الصنع، مدعية أن مجموعات سيمنز المطلوبة ستنتهك قواعد سلامة نفق القناة، ولكن تم التخلص من هذا خارج المحكمة. وقالت ألستوم، بعد هزيمتها في المحكمة العليا، إنها «ستتبع خيارات قانونية بديلة لدعم موقفها». في 4 نوفمبر 2010، قدمت الشركة شكوى إلى المفوضية الأوروبية بشأن عملية المناقصة، والتي طلبت بعد ذلك من الحكومة البريطانية «توضيحًا». ثم أعلنت ألستوم أنها بدأت دعوى قضائية ضد يوروستار، مرة أخرى في المحكمة العليا في لندن. في يوليو 2011، رفضت المحكمة العليا مطالبة ألستوم بأن عملية المناقصة كانت «غير فعالة»، وفي أبريل 2012 قالت ألستوم إنها ستلغي دعاوى قضائية معلقة ضد شركة سيمنز. هذا مهد الطريق فعليًا لشركة سيمنز لبناء قطارات يوروستار الجديدة، والتي كان من المتوقع أن يدخل أولها الخدمة في أواخر عام 2015  م. 
في 13 نوفمبر 2014، أعلنت يوروستار عن شراء سبع قاطرات e320 إضافية للتسليم في النصف الثاني من عام 2016  م. في الوقت نفسه، أعلنت يوروستار أن أول خمسة قاترات من الفئة e320 من الترتيب الأصلي للعشرة ستكون متاحة بحلول ديسمبر 2015، مع دخول الخمسة المتبقية الخدمة بحلول مايو 2016. من بين المجموعات الخمس الجاهزة بحلول ديسمبر 2015، تم التخطيط لاستخدام ثلاث منها على خطوط لندن-باريس ولندن-بروكسل.

### الأسطول السابق
| الفئة                   | الصورة | الصنف               | السرعة القصوى | السرعة القصوى | العدد | الملاحظات |
| الفئة                   | الصورة | الصنف               | ميل/الساعة    | كم/الساعة     | العدد | الملاحظات |
| ----------------------- | ------ | ------------------- | ------------- | ------------- | ----- | --- |
| الفئة 37                |        | قاطرة ديزل          | 90            | 145           | 12    | يعتزم تشغيل الخدمات على الأجزاء غير المكهربة من شبكة السكك الحديدية في بريطانيا. احتفظت يوروستار بثلاث قاطرات لإنقاذ القطارات العاطلة، وتعليم المسار وتدريب السائقين، لكنها باعتها إلى Direct Rail Services عندما تم افتتاح مستودع Temple Mills الجديد في نوفمبر 2007. |
| الفئة 73                |        | قاطرة كهربائية ديزل | 90            | 145           | 2     | استخدمت بشكل أساسي لإنقاذ القطارات العاطلة. قامت يوروستار بتشغيل اثنين منهم من مستودعها في القطب الشمالي حتى عام 2007 م، عندما تم إقراضهم إلى مبادرتين تعليميتين والتي أصبحت زائدة عن الحاجة بعد الانتقال إلى Temple Mills.                                            |
| الفئة 92                |        | قاطرة كهربائية      | 87            | 140           | 7     | تهدف إلى تشغيل خدمات نايتستار. تمتلك يوروستار سبع وحدات من هذه الفئة، والتي لم تشهد الخدمة أبدًا حتى بيعت في عام 2007 م إلى Europorte 2. |
| الفئة 373 يوروستار e300 |        | EMU                 | 186           | 300           | 26    | 9 في التخزين، 4 محفوظة و13 خردة |

### إمكانية استخدام القطارات ذات الطابقين
في عام 2005  م، اقترح الرئيس التنفيذي لشركة يوروستار، ريتشارد براون، أنه يمكن استبدال قطارات يوروستار الحالية بقطارات ذات طابقين مماثلة لوحدات تي جي في دوبلكس عند سحبها من الخدمة. وفقا لبراون، يمكن لأسطول من طابقين أن يحمل 40 مليون مسافر سنويًا من بريطانيا إلى أوروبا القارية، وهو ما يعادل إضافة مدرج إضافي في مطار لندن.

## الحوادث والوقائع والفعاليات
لقد أثر عدد من الحوادث الفنية على خدمات يوروستار على مر السنين، ولكن اعتبارًا من 2009 لم يكن هناك سوى حادث رئيسي واحد يتعلق بخدمة تديرها يوروستار، وانحراف عن المسار في يونيو 2000. أثرت حوادث أخرى في نفق القناة - مثل حرائق نفق القناة في عامي 1996 و2008 - على خدمات يوروستار ولكنها لم تكن مرتبطة بشكل مباشر بعمليات يوروستار. ومع ذلك، فإن الأعطال في النفق، التي أدت إلى توقف الخدمة وإنزعاج آلاف الركاب، في الفترة التي سبقت عيد الميلاد عام 2009  م، أثبتت أنها كارثة في العلاقات العامة.

### حوادث طفيفة
كانت هناك عدة حوادث طفيفة مع عدد قليل من خدمات يوروستار. في أكتوبر 1994، كانت هناك مشاكل عجيبة تتعلق ببدء العمليات. أول قطار معاينة يحمل 400 الصحافة والإعلام، لمدة ساعتين بسبب مشاكل فنية. في 29 مايو 2002، أُرسل قطار يوروستار في البداية على خط خاطئ - باتجاه محطة فيكتوريا بدلاً من محطة لندن واترلو - مما تسبب في وصول الخدمة متأخرة بـ 25 دقائق. أُبلغ عن خطأ في الإشارة أدى إلى التوجيه غير الصحيح إلى «عدم وجود مخاطر» نتيجة لذلك.
في 11 أبريل 2006، انهار منزل بجوار خط سكة حديد بالقرب من لندن مما تسبب في إنهاء خدمات يوروستار والبدء من محطة أشفورد الدولية بدلاً من محطة لندن واترلو. تم توجيه الركاب المنتظرين في محطة واترلو الدولية في البداية إلى القطارات المحلية باتجاه آشفورد مغادرين من محطة  لندن واترلو إيست المجاورة، حتى حدث الاكتظاظ في أشفورد.

### 1996
حوصر ما يقرب من 1000 راكب في الظلام لعدة ساعات داخل قطارين يوروستار ليلة 19/20 فبراير 1996. توقفت القطارات داخل الأنفاق بسبب الأعطال الإلكترونية الناجمة عن الثلوج والجليد. أثيرت أسئلة في ذلك الوقت حول قدرة القطار وإلكترونيات الأنفاق على تحمل مزيج الثلج والملح والجليد الذي يتجمع في الأنفاق خلال فترات البرد القارس.

### 2000
في 5 يونيو 2000، خرج قطار يوروستار من باريس إلى لندن عن مساره على خط إل جي في الشمال عالي السرعة أثناء السفر عند سرعة 290 كيلومتر في الساعة (180 ميل/س). وعولج 14 شخصا من إصابات طفيفة أو صدمة، دون وقوع وفيات أو إصابات خطيرة. يرجع الفضل إلى الطبيعة المفصلية لمجموعة القطار في الحفاظ على الاستقرار أثناء الحادث وبقي القطار بأكمله في وضع مستقيم. نتج الحادث عن وصلة جر في العربة الثانية للسيارة الأمامية التي تعمل بالطاقة، مما أدى إلى تأثير مكونات نظام النقل في تلك العربة على المسار.

### 2007
تزامنت عمليات المغادرة الأولى من سانت بانكراس في 14 نوفمبر 2007 مع إضراب مفتوح من قبل نقابات السكك الحديدية الفرنسية كجزء من الإضراب العام حول إصلاحات معاشات التقاعد المقترحة في القطاع العام. تم تشغيل القطارات من قبل موظفين بريطانيين غير مشاركين ولم تنقطع الخدمة.

### 2009
في 23 سبتمبر 2009، سقط خط كهرباء علوي على قطار من الفئة 373 وصل إلى محطة سانت بانكراس، مما أدى إلى تنشيط قاطع الدائرة وتأخير أحد عشر قطارًا آخر. بعد يومين، في 25 سبتمبر 2009، فقدت الطاقة الكهربائية عبر الخطوط العلوية في جزء من الخط عالي السرعة خارج ليل، مما أدى إلى تأخير الركاب في خدمتين مسائيتين تديرهما يوروستار.
خلال تساقط الثلوج في أوروبا في ديسمبر 2009، تعطلت خمسة قطارات يوروستار داخل نفق القناة، بعد مغادرة فرنسا، وواحد في كنت في 18 ديسمبر. على الرغم من أن القطارات كانت مستعدة لفصل الشتاء، إلا أن الأنظمة لم تتكيف مع الظروف. علق أكثر من 2000 راكب داخل القطارات المعطلة داخل النفق، وتعطلت خدمة أكثر من 75000 زبون. أُلغيت جميع خدمات يوروستار من السبت 19 ديسمبر إلى الاثنين 21 ديسمبر 2009. نشرت مراجعة مستقلة في 12 فبراير 2010، انتقدت خطط الطوارئ الموضوعة لمساعدة الركاب الذين تقطعت بهم السبل بسبب التأخيرات، ووصفتها بأنها «غير كافية».

### 2010
في 7 يناير 2010، تعطل قطار بروكسل ولندن في نفق القنال، مما أدى إلى فشل ثلاثة قطارات أخرى في إكمال رحلاتها. كان سبب الفشل هو نظام الإشارات على متن القاطرة. بسبب الطقس السيئ، شُغلت خدمة محدودة في الأيام القليلة المقبلة.
في 15 فبراير 2010، توقفت الخدمات بين بروكسل ولندن بعد اصطدام قطار هالي، هذه المرة بعد أن حُظرت خطوط اتش اس ال 1 المخصصة في ضواحي العاصمة البلجيكية بسبب الحطام الناجم عن حادث خطير لقطار على خطوط ركاب الضواحي. لم تُبذل أي جهود لإعادة توجيه القطارات حول منطقة الانسداد ؛ بدلاً من ذلك، أنهت يوروستار خدماتها إلى بروكسل في ليل، ووُجه الركاب لمواصلة رحلتهم في القطارات المحلية. استؤنفت خدمات بروكسل على نطاق محدود في 22 فبراير.
في 21 فبراير 2010، تعطلت خدمة 21:43 المتوجهة من باريس إلى لندن خارج محطة أشفورد الدولية، مما أدى إلى تقطع السبل بـ 740 راكبًا لعدة ساعات حتى قدوم قطار الإنقاذ.
في 15 أبريل 2010، أغلقت الحركة الجوية في أوروبا الغربية بسبب ثوران بركان إيافيالايوكل. ولتعويض ذلك، استقل العديد من المسافرين بين المملكة المتحدة والبر الرئيسي الأوروبي قطار يوروستار، وبيعت جميع التذاكر بين بروكسل ولندن يومي 15 و16 أبريل في غضون 3 ساعات ونصف بعد إغلاق المجال الجوي البريطاني. بين 15 و20 أبريل، وضعت يوروستار 33 قطارًا إضافيًا وحملت 165000 مسافر - أكثر من 50000 مسافر المعتاد نقلهم خلال هذه الفترة.
في 20 ديسمبر 2010، أُغلق  نفق القناة لمدة يوم واحد بسبب الطقس الثلجي. عُلقت حركة قطارات يوروستار في ذلك اليوم مع تقطع السبل بآلاف الركاب في الفترة التي سبقت عيد الميلاد.

### 2011
في 17 أكتوبر 2011، سقط رجل من الخدمة 17:04 من لندن إلى بروكسل أثناء مروره عبر ويستنهانغر وشريتون في فولكستون، بالقرب من مدخل نفق القناة. كان الشخص ألبانيًا مُنع من الدخول إلى المملكة المتحدة وكان يعود طواعية إلى بروكسل. أُعلن عن وفاته في مكان الحادث. أُغلق الخط لعدة ساعات بعد الحادث. عاد القطار نفسه شمالًا إلى محطة أشفورد الدولية، حيث نُقل الركاب إلى خدمة يوروستار تعمل من مارن لا فالي إلى لندن.

## التطورات المحتملة

### محطة ستراتفورد الدولية
لا تتصل قطارات يوروستار حاليًا بمطار ستراتفورد الدولية، حيث كان من المفترض أصلاً أن تكون محطة ستراتفورد الدولية  المحطة اللندنية لقطارات يوروستار الإقليمية. كان من المقرر مراجعة هذا المخطط بعد أولمبياد 2012. إلا أنه في عام 2013  م ادعت يوروستار أن «أعمالها ستتضرر» من خلال إيقاف القطارات هناك.

### يوروستار الإقليمية
على الرغم من التخلي عن الخطة الأصلية لخدمات يوروستار الإقليمية إلى وجهات شمال لندن، فإن وقت الرحلات المحسنة بشكل ملحوظ المتاحة منذ افتتاح هاي سبيد 1 - والتي ترتبط فعليًا بكل من الخط الرئيسي للساحل الشرقي وخط شمال لندن (لخط الساحل الغربي الرئيسي) في سانت بانكراس-  قد تجعل خدمات يوروستار الإقليمية المحتملة أكثر قابلية للتطبيق من الناحية التجارية، ستزيد مقترحات لخط جديد عالي السرعة من لندن إلى شمال بريطانيا من مدى جدوى الخطة. وعلق سايمون مونتاج، مدير الاتصالات في يوروستار، قائلاً:«... من المحتمل أن تُقدم الخدمات الدولية إلى المناطق بمجرد بناء هاي سبيد 2.»  ومع ذلك، اعتبارًا من عام 2014  م، لا تسمح الخطط الحالية لهاي سبيد 2 بربط مباشر بين هذا الخط الجديد، وهاي سبيد 1، مما يعني أنه لا يزال يتعين على الركاب التغيير من يوستن وأخذ أيّة وسيلة نقل أخرى إلى محطة سانت بانكراس الدولية.

## وصلات خارجية
- موقع اليوروستار